# Tafurea

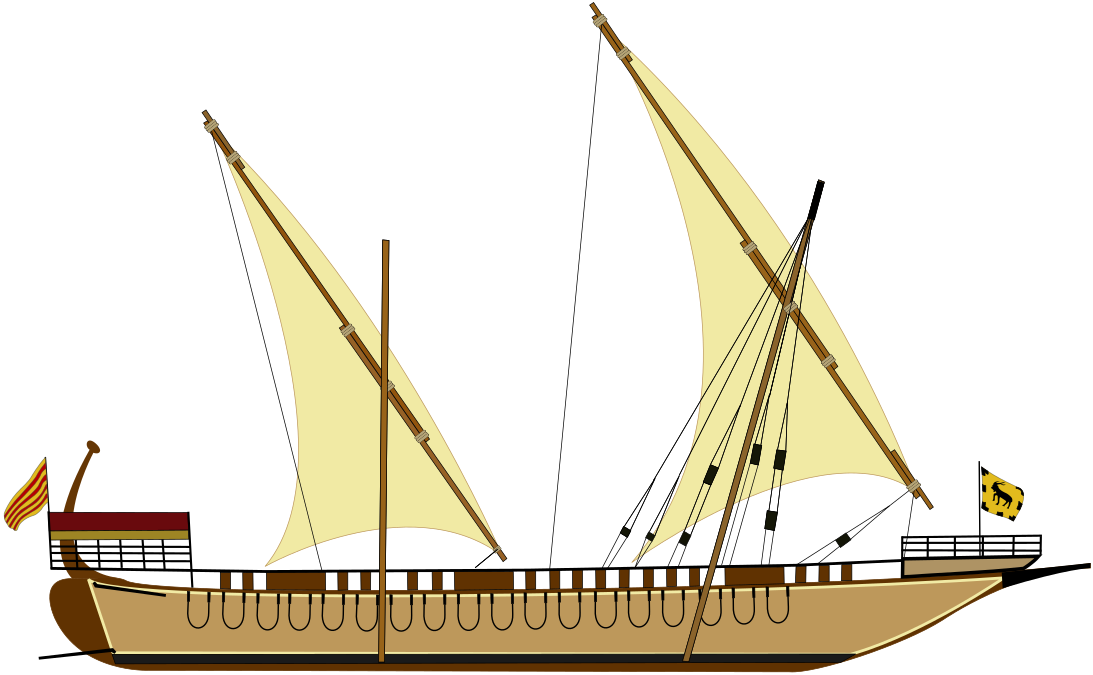
Vista lateral d'una tarida habilitada pel transport de cavalls. Una tafurea era molt semblant.

Una tafurea era una embarcació medieval usada per a transport en general i, en accions militars, per a transportar cavalls i ginys de guerra. Era molt plana, amb molta mànega i calava poc.

## Etimologia
En el volum 2 del Glossaire nautique, August Jal indica les variants del terme, sense especificar una etimologia clara:
- taforea, tafurea, tafureya, tafuria (en espanyol i portuguès !!)[3]

- tafarese, en italià

- taforie, tafforée, en francès antic

- tafurea[4]

- [5]

| «                                               | ... Es digué Tafurera o Tafurea, i era una mena de nau camussa per a conduir cavallo, essent pel seu nom d'origen aràbic (taifuria) . | » |
| — Ignaso Bó i Singla. Marina catalana medieval. | |   |

## Descripcions concretes
- 1365. Philippe de Mezières va oferir una descripció prou detallada d'una tafurea (de l'any 1365) en la seva obra Songe du vieil pelerin.
  - "La tafurea és un vaixell de mar de 20 o 30 bancs i que pot portar de 16 a 20 cavalls. Té una gran porta a la popa i navega en 2 o 3 pams d'aigua..."[6]

- 1532. Segons explicava el cronista Gonzalo Fernández de Oviedo y Valdés, l'explorador Diego de Ordás va transformar una nau en tafurea suprimint castells i superestructures.[7]

## Documents
- 1365. Pere I de Xipre va emprar 16 tafurees ("taforesse”, “taforesses”) en la presa d'Alexandria.[6]
- 1420. En l'expedició d'Alfons el Magnànim cap a Sardenya hi participaren algunes tafurees.[8]
- 1505.[9][10]
- 1509. En la Presa d'Orà hi participaren algunes tafurees.[11]
  - En la pàgina 424 de l'obra de referència s'esmenten tres tafurees amb capacitat de transportar 50, 18 i 13 cavalls, respectivament.
- 1513. Estol de Portugal amb taforees.[12]